# Těšetiny
Těšetiny jsou malá vesnice, část obce Mochtín v okrese Klatovy v Plzeňském kraji. Nachází se 1,5 kilometru jižně od Mochtína. Je zde evidováno 38 adres. V roce 2011 zde trvale žilo 61 obyvatel.
Těšetiny jsou také název katastrálního území o rozloze 3,75 km².

## Historie
První písemná zmínka o vesnici pochází z roku 1379.

## Obyvatelstvo
| Rok            | 1869 | 1880 | 1890 | 1900 | 1910 | 1921 | 1930 | 1950 | 1961 | 1970 | 1980 | 1991 | 2001 | 2011 | 2021 |
| -------------- | ---- | ---- | ---- | ---- | ---- | ---- | ---- | ---- | ---- | ---- | ---- | ---- | ---- | ---- | ---- |
| Počet obyvatel | 180  | 235  | 210  | 220  | 211  | 213  | 208  | 122  | 104  | 94   | 65   | 49   | 52   | 61   | 79   |
| Počet domů     | 24   | 29   | 29   | 29   | 30   | 30   | 32   | 30   | 23   | 21   | 20   | 23   | 23   | 23   | 29   |

## Obecní správa
Při sčítání lidu v letech 1850–1929 Těšetiny byly osadou obce Bystré v okrese Klatovy. V letech 1930–1975 byly samostatnou obcí v okrese Klatovy. Od 1. července 1975 jsou opět částí obce Mochtín v okrese Klatovy.

## Další fotografie

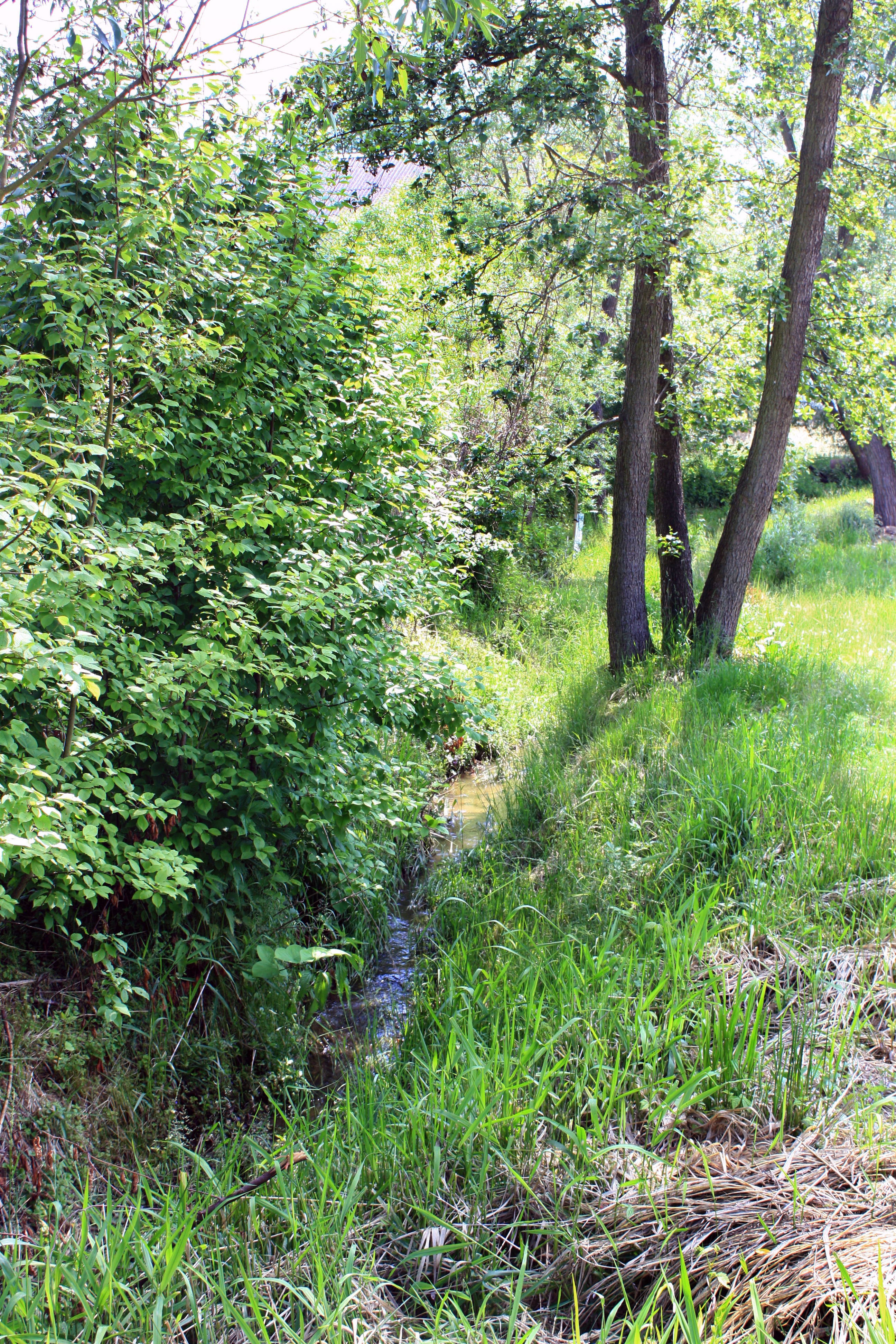
Mochtínský potok
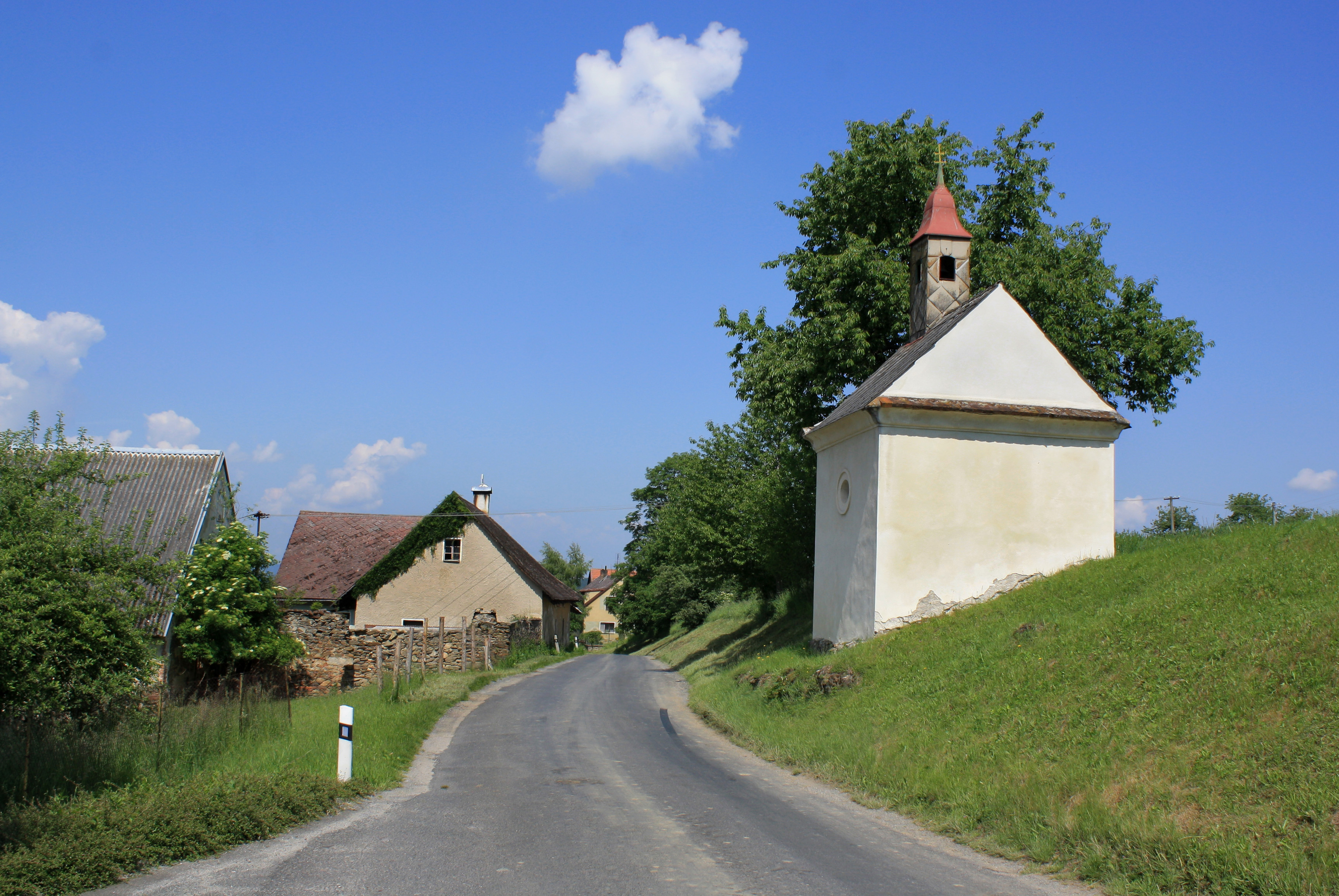
Kaplička u hlavní silnice
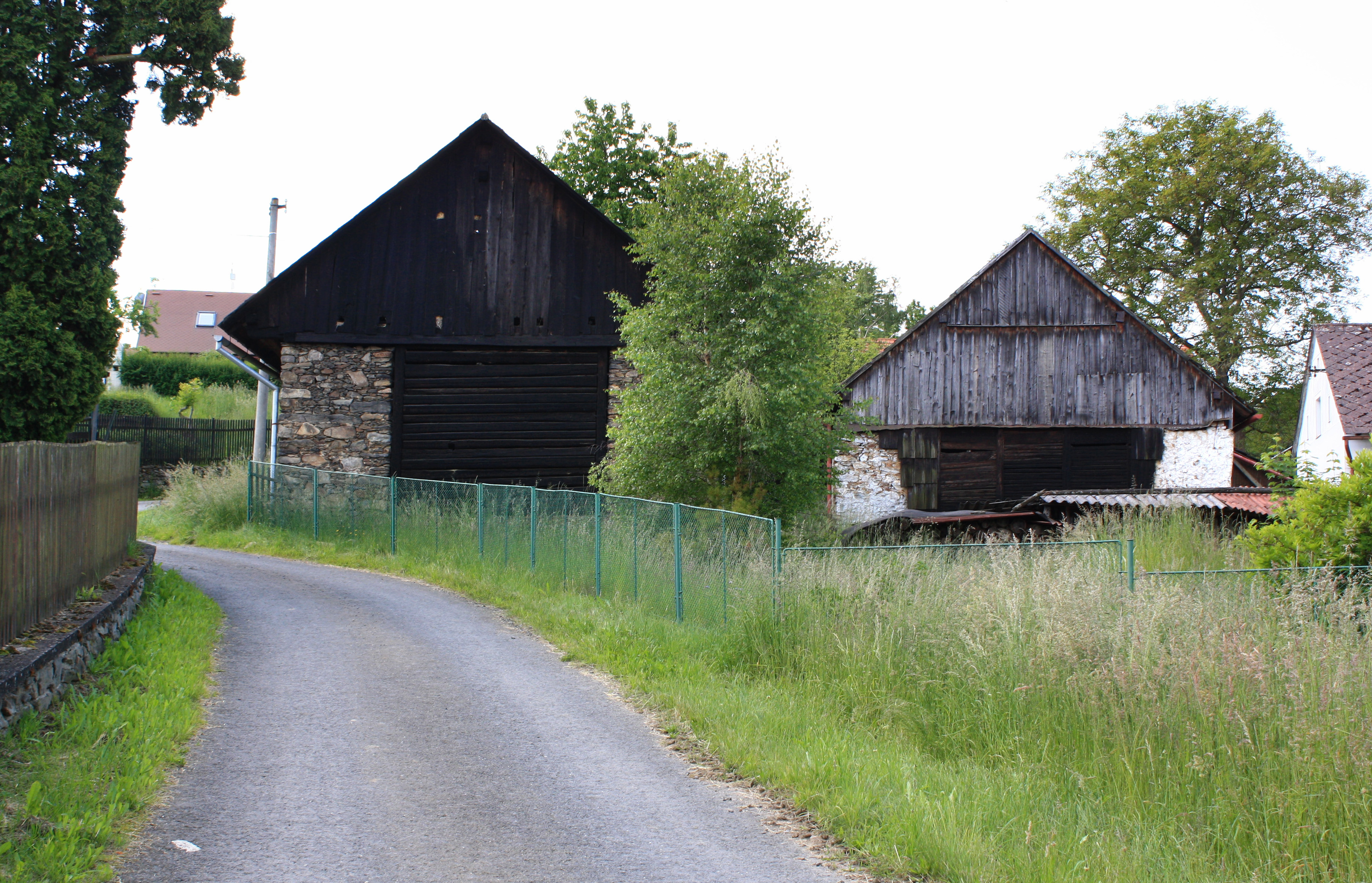
Staré stodoly